# オン・マイ・ワン
『オン・マイ・ワン』（On My One）は、2016年にリリースされたジェイク・バグの3枚目のスタジオ・アルバムである。

## 解説
初となるセルフ・プロデュース作品。

## 収録曲
全作詞作曲：ジェイク・バグ
1. オン・マイ・ワン - On My One
2. ギミ・ザ・ラヴ - Gimme the Love
3. ラヴ、ホープ・アンド・ミザリー　- Love, Hope and Misery
4. ザ・ラヴ・ウイアー・ホーピング・フォー - The Love We're Hoping For
5. プット・アウト・ザ・ファイアー - Put Out the Fire
6. ネヴァー・ワナ・ダンス - Never Wanna Dance
7. ビター・ソルト - Bitter Salt
8. エイント・ノー・ライム - Ain't No Rhyme
9. リヴィン・アップ・カントリー - Livin' Up Country
10. オール・ザット - All That
11. ホールド・オン・ユー - Hold on You

日本盤ボーナストラック
1. ウェイティング - Waiting
2. ネヴァー・マインド - Never Mind